# Дерибас, Александр Михайлович
Александр Михайлович Дерибас (31 декабря 1856, Одесса — 2 октября 1937, там же) — краевед, историк, библиограф, внучатый племянник Иосифа де-Рибаса, одного из основателей Одессы. Брат библиографа Людвига Де-Рибаса.

## Биография
Отец - Михаил Феликсович де Рибас (1808-1882)
Мать - Елизавета Андреевна Ван дер Шкруф, из известной одесской семьи выходцев из Голландии.
Братья и сестры - Фелиция-Мария (1868-?), Иван-Артур (1870-?), Михаил, Луи-Антоний, Михаил-Людвиг, Ариадна, Рафаэль и Алисия.
Окончил коммерческое училище, учился на естественном отделении физико-математического факультета Императорского Новороссийского университета.
В 1877—1880 гг оставил учёбу в университете, увлёкся журналистикой и начал сотрудничать в либеральной одесской газете «Правда».
Некоторое время преподавал французский язык в частной гимназии, был воспитателем в пансионе при Ришельевской гимназии.
В 1882—1909 гг жил в Киеве. Занимался переводами либретто опер и оперетт, выступал в периодике как рецензент новых постановок (театральные рецензии, фельетоны, рассказы, статьи).
В начале 1900-х служил доверенным Волжско-Камского коммерческого банка, управлял Киевским отделением С.-Петербургского учётного и ссудного банка.
В 1909 г вернулся в Одессу. Одесский период насыщен общественной, издательской, административной деятельностью.
Был товарищем председателя Одесского библиографического общества при Императорском Новороссийском университете (1911—1918), председателем Одесского литературно-артистического общества, товарищем директора Одесского городского общественного банка, член правления Одесского отделения кассы взаимопомощи литераторам и учёным (1912—1917), членом Пушкинской комиссии Одесского дома учёных.
Женился на гречанке Анне Цакни (1879-1963), дочери Николаz Петровича Цакни, которая была бывшей женой Ивана Бунина. В их доме собирались одесские журналисты, литераторы и художники, формируя своеобразный артистический салон.
В 1922—1924 гг работал директором Одесской городской публичной библиотеки, а затем много лет был заведующим краеведческим отделом этой библиотеки.
Вторая жена - Наталья Симеоновна Яхненко. 
Дочь - Мария Александровна Де-Рибас (1888-1927).
Сын Даниил Де Рибас (Яхненко) (1893 - 19 декабря 1937).
Умер 2 октября 1937 от сердечного приступа, после того, как получил залитые кровью личные вещи сына Даниила Де Рибаса (Яхненко), арестованного ранее НКВД по обвинению во вредительстве и расстрелянного 19 декабря 1937 года в Одесской тюрьме в возрасте 44 лет.

## Научное наследие
Он первым ввёл в научный оборот такое понятие, как «Одессика», составил уникальную картотеку по этой тематике.
Автор около 200 историко-краеведческих очерков и воспоминаний об Одессе. Сотрудничал с газетой «Одесский листок» и «Одесские новости», журналами «Южный музыкальный вестник», «Театр и кино», «Театральный бюллетень», «Зритель», «Театр», «Силуэты», где в течение 1909—1924 публиковал свои очерки. Всю жизнь с увлечением занимался краеведением, оставил в наследство серию очерков, объединив часть из них в книге «Старая Одесса» (1913).
Важный его подход к истории повседневности одесситов, не менее интересное описание достопримечательностей города. К сожалению, автор не определил на страницах своей книги самого понятия «старая Одесса», в его очерках не выражены чёткие хронологические рамки, какими бы ограничивался «старый» период одесской жизни и начинался «новый». Но это не мешает воспринимать его очерки, подкреплённые документальными свидетельствами, как попытку воссоздания хроники одесской жизни за первый век существования города.

## Научные публикации
- Де-Рибас А. М. Старая Одесса: исторические очерки и воспоминания. — Одесса: Книжный магазин Георгия Руссо, 1913. — [8], 379, [1] с., 23 л. портр., 14 л. ил.
- Де-Рибас А. М. Старая Одесса : исторические очерки и воспоминания. — Одесса: Ассоциация культурного развития Одессы, 1990. — 380 с. — 5000 экз.
- Дерибас А. М. Старая Одесса. Забытые страницы: Исторические очерки и воспоминания / Сост. О. Ф. Ботушанская, О. Н. Вовчок, Т. В. Щурова; Предисл. С. Р. Гриневецкого; Послесл. Е. М. Голубовского, О. И. Губаря. — Киев: Мистецтво, 2004. — 416 с. — 1500 экз. — ISBN 966-577-072-1.
- Де-Рибас А. М. Старая Одесса : исторические очерки и воспоминания. — М.: Крафт+, 2013. — 288, [16] с. — ISBN 978-5-93675-203-2.